# Nena Brockhaus
Nena Brockhaus, geb. Schink (* 9. August 1992 in Düsseldorf), ist eine deutsche Journalistin, Kolumnistin, Fernsehmoderatorin und Autorin.

## Biografie
Im Alter von 10 Jahren wirkte Brockhaus 2003 bei der Sat.1-Show Kleine ganz groß mit. Bis zum Abitur besuchte sie das private katholische St.-Bernhard-Gymnasium in Willich und studierte danach European Studies an der Universität Maastricht. Neben ihrem Studium machte sie Praktika bei Handelsblatt und Focus. Sie arbeitete als Marketingmanagerin bei der Wirtschaftsprüfungsgesellschaft PricewaterhouseCoopers. Von 2017 bis 2018 absolvierte sie die Georg-von-Holtzbrinck-Journalistenschule für Wirtschaftsjournalisten. Im Anschluss war sie als Redakteurin für das Handelsblatt tätig. Im Jahr 2019 war Brockhaus Reporterin der Zeitschrift Bunte, von der sie 2020 für die Boulevardzeitung Bild abgeworben wurde. Für Bild TV moderierte sie ab 2021 die Polit-Talkshow Viertel nach Acht und war politische Kommentatorin. Anfang Juni 2023 kündigte Brockhaus bei Bild. Sie kündigte an, sich mit einer eigenen Firma der Produktion eigener Bewegtbildformate und Buchprojekten zu widmen. Damit verließ eine weitere Person der Ära Julian Reichelt die Zeitung.
Brockhaus schrieb die Kolumne Nenas Welt für Orange, ein Onlinemagazin für junge Erwachsene aus der Verlagsgruppe Handelsblatt. Von 2022 bis März 2024 schrieb sie Meinungsbeiträge für Die Weltwoche. Seit März 2024 schreibt Brockhaus die wöchentliche Kolumne „Nena und die andere Meinung“ für Focus Online.
In ihrem Erstlingswerk Unfollow – wie Instagram unser Leben zerstört, das 2020 aus ihrer Kolumne für die Verlagsgruppe Handelsblatt entstand, beschreibt Brockhaus einen Selbstversuch als Influencerin auf der Fotoplattform Instagram. Ihre Aufarbeitung stand auf der Spiegel-Bestsellerliste. Im Jahr 2021 kamen ihre zwei weiteren Bücher ebenfalls auf die Bestsellerliste. In Pretty Happy – Lieber glücklich als perfekt geht sie der Suggestion „Schönheit macht glücklich“ auf den Grund. In Ich bin nicht grün – ein Plädoyer für Freiheit kritisierte Brockhaus das Parteiprogramm der Grünen als prohibitiv und erzieherisch. Statt „sozialistischer Prägungen“ befürworte sie finanzielle Anreize für freiwillige Umweltmaßnahmen. Sie tritt darin gegen Umverteilung durch Vermögenssteuer ein.
Im Oktober 2022 heiratete sie Caspar Brockhaus, den Geschäftsführer der Brockhaus Group (Metallindustrie), und nahm dessen Nachnamen an.
Seit 2022 richtet sie gemeinsam mit Schauspielerin Vivien Wulf das Women On Top-Event aus. Wulf und Brockhaus betreiben eine gemeinsame Gesellschaft bürgerlichen Rechts „Wulf & Schink Relations GbR“. Der intransparente Umgang hinsichtlich dieser Geschäftsbeziehung in der Berichterstattung der Bild wurde im Online-Medienmagazin Übermedien kritisiert. Im März 2023 veröffentlichte Brockhaus mit Franca Lehfeldt ihr Buch Alte Weise Männer im Gräfe und Unzer Verlag. Das Buch erreichte Platz vier der Spiegel-Bestsellerliste.
Im August 2024 kehrte Brockhaus für ein wöchentliches, mehrminütiges Meinungsformat mit dem Titel Meine Welt – Meine Meinung zu einem TV-Sender des Springerkonzerns (WELT-TV) zurück. Neben Brockhaus kommentieren im gleichen Format auch Anna Schneider, Henryk M. Broder, Gunnar Schupelius, Stefan Aust, Hans-Ulrich Jörges und Jan Fleischhauer.
Im Januar 2025 veröffentlichte Brockhaus ihr fünftes Buch Mehr Geld als Verstand. Das Buch erreichte Platz eins der Spiegel-Bestsellerliste.

## Rezeption
Die Frankfurter Allgemeine Zeitung stellt in einer Rezension des Buchs Alte weise Männer fest, dass die Lektüre des Werks zur Frage führt: „Wie einseitig und wie flach kann man ein gesellschaftspolitisch so wichtiges Thema eigentlich angehen?“ Die Auswahl der Interviewpartner im Buch habe augenscheinlich nach dem Pippi-Langstrumpf-Prinzip „Ich mach mir die Welt, wie sie mir gefällt.“ stattgefunden. Brockhaus werde „nicht müde, zu betonen, wie beeindruckend sie“ u. a. die von ihr interviewten Schauspieler Mario Adorf und Heiner Lauterbach, den Milliardär Thomas Strüngmann und den CSU-Politiker Edmund Stoiber finde. Das Buch messe „Lebensleistung und Weisheit in Prominenz, Geld, Macht und Karriere“.

## Bücher
- UNFOLLOW! Wie Instagram unser Leben zerstört. Eden Books, Imprint von Edel Germany GmbH, Hamburg 2020, ISBN 978-3-95910-262-9.
- mit Vivien Wulf: Pretty Happy – Lieber glücklich als perfekt. Edel Books, Hamburg 2021, ISBN 978-3-8419-0763-9.
- Ich bin nicht grün – Ein Plädoyer für Freiheit. FinanzBuch Verlag, 2021, ISBN 978-3-95972-519-4.
- Mehr Geld als Verstand. Finanzbuchverlag, 2025,  ISBN 978-3959727877
- mit Franca Lehfeldt: Alte weise Männer. Hommage an eine bedrohte Spezies, GU, Berlin 2023, Hommage an eine bedrohte Spezies, GU, Berlin 2023, ISBN 978-3-8338-8739-0